# Sanoma
Sanoma Oyj (прежнее название: SanomaWSOY) — ведущая медиагруппа в странах Северной Европы, основанная в Хельсинки. Входит в пятёрку крупнейших журнальных издателей Европы. Группа действует в Финляндии, Бельгии, Хорватии, Чехии, Дании, Эстонии, Венгрии, Латвии, Литве, Нидерландах, России, Сербии и Словакии.

## История
В мае 1999 года Sanoma Corporation, Helsinki Media и крупнейшее книжное издательство Финляндии WSOY (Werner Söderström Oyj) объединились в компанию SanomaWSOY, ставшую крупнейшей медиакомпанией в Северной Европе. В 2001 году SanomaWSOY вышла за пределы Финляндии, купив за €1,25 млрд у голландской компании VNU её журнальный бизнес, став крупным издателем журналов в Нидерландах, Бельгии, Чехии, Венгрии, Румынии, Словакии.
В октябре 2008 года группа была переименована в Sanoma Oyj
5 марта 2012 года группа объявила о продаже за €130,7 млн норвежской компании Reitan Servicehandel (Reitangruppen) своего торгового бизнеса, сети магазинов «R-kioski», насчитывающей 1048 точек торговли в Финляндии, Литве, Эстонии и Румынии. Вместе с сетью киосков новым владельцам также перешла и торговая марка Rautakirja. В том же 2012 году Sanoma Oyj продала свою долю акций финской полиграфической компании Hansaprint.
В 2013 году Sanoma Oyj решила провести стратегическую переоценку своих подразделений в Центральной и Восточной Европе, а также в Бельгии. Гендиректор холдинга Харри-Пекка Кауконен объяснил это намерением сосредоточиться на рынках Нидерландов и Финляндии, а также образовательном рынке, доходы от которого растут/ В декабре 2012 года словенское подразделение группы было продано его менеджерам, в августе 2013 года болгарский бизнес был выкуплен партнёрами Sanoma Димитром и Красимиром Друмев, а румынское подразделение холдинга приобрела германская Hubert Burda Media, в 2014 году Pijper Media продан ряд нидерландских журналов. В середине ноября 2014 года было объявлено о том, что Sanoma уходит с медиарынка Украины, при этом издание журнала Cosmopolitan будет передано российскому медиахолдингу Хёрст Шкулев Медиа, выпуск остальных изданий на Украине (National Geographic, Esquire, Men’s Health, Harper’s Bazaar и «Домашний очаг») будут прекращён.

## Профиль
На конец 2010 года в подразделениях Sanoma Oyj работало 15 405 человек. По итогам 2010 года оборот составил €2,761 млрд, операционная прибыль — €392,7 млн, а чистая прибыль — €299,6 млн. Чистая выручка от продаж по итогам 2011 года составила €2,378 млрд, по итогам 2012 года чуть меньше, €2,376 млрд. Операционная прибыль в 2011 году была €224 млн, по итогам 2012 года чуть больше, €232 млн. Самыми важными рынками для компании являются Нидерланды (38 % выручки от продаж), Финляндия (37 %) и Бельгия (11 %), ещё 11 % выручки от продаж обеспечили другие страны-члены Евросоюза, а на страны не входящие в ЕС пришлось всего 4 % выручки. По итогам 2012 года медиабизнес принёс холдингу 63 % чистой выручки от продаж и 65 % операционной прибыли, новостной бизнес дал 18 % выручки и 26 % прибыли, образовательное направление (выпуск учебной литературы, онлайн-сервис и другое) 13 % выручки и 14 % прибыли.
В Финляндии холдинг издаёт 49 журналов (1 032 387 подписчиков) и 10 газет (600 000 подписчиков), имеет 8 теле и 6 радиоканалов, 80 веб-сайтов и 90 мобильных приложений. Кроме того, в Финляндии группа владеет образовательной компанией, Sanoma Pro, в которой занято 211 человек. В Нидерландах у Sanoma Oyj 80 журналов, 3 телеканала, 120 сайтов и 70 мобильных приложений, а также образовательная компания Malmberg, 321 работающих. В Бельгии группа издаёт 48 журналов, владеет 2 теле- и 1 радиоканалом, имеет 15 веб-сайтов и 15 мобильных приложений, а также образовательной компанией VAN IN (122 сотрудника).
Акции Sanoma котируются на Фондовой бирже Хельсинки. Крупнейшими акционерами являются Аатос Эркко и другие члены семьи Эркко.
В июле 2015 года концерн объявил о снижении за второй квартал торгового оборота на 60 миллионов евро.

## Sanoma в России
В январе 2005 года SanomaWSOY купила за €142 млн российское издательство Independent Media. 31 октября 2013 года гендиректор Sanoma Oyj Харри-Пекка Кауконен объявил о намерениях продать российские активы компании.
В РФ Sanoma Independent Media издаёт 22 журнала, 6 газет, имеет 30 веб-сайтов и 9 мобильных приложений. Финскому холдингу принадлежат 100 % компании «Юнайтед Пресс», издающей Men’s Health и National Geographic. Кроме того, Sanoma на паритетных началах с американской Hearst Corp. принадлежит компания «Фэшн Пресс». Также финский холдинг совместно с английской FT Group (издатель The Financial Times) и американской News Corp. (издатель The Wall Street Journal) владеет компанией «Бизнес Ньюс Медиа» — издателем газеты «Ведомости». 30 апреля 2015 года Sanoma продала свою долю в российской деловой газете «Ведомости».
В 2013 году выручка Sanoma Independent Media достигла €70 млн, из которых только €30 млн пришлось непосредственно на долю финской медиагруппы.
В конце ноября 2014 года ФАС РФ завела 27 дел против медиагруппы Sanoma в России. Нарушения правил по размещению 50 рекламных текстов обнаружены в 6 журналах, среди которых «Cosmopolitan Психология», «Harper’s Bazaar», «Домашний Очаг Good Housekeeping», «Популярная механика», «Cosmopolitan» и «Esquire». После проверки ведомством было обнаружено, что тексты не имели специальной маркировки «реклама» или «на правах рекламы».